# غوي سميث
غوي سميث (بالهولندية: Guy Smith)‏ (8 مارس 1996 بلايدسخيندام في هولندا - ) هو لاعب كرة قدم هولندي في مركز الوسط. لعب مع أدو دين هاغ وVV Noordwijk ‏.

## وصلات خارجية
- غوي سميث على موقع قاعدة بيانات كرة القدم.إي يو (الإنجليزية)
- غوي سميث على موقع Soccerway.com (الإنجليزية)